# Digitalism (formație)
Digitalism este un duo german de muzică electronică format la Hamburg în 2004, constând din Jens „Jence” Moelle și Ismail „Isi” Tüfekçi. A semnat un contract cu casa de discuri franceză Kitsuné, precum și cu Virgin Records și Astralwerks care îi reprezintă în alte părți ale lumii.
Digitalism au remixat piese pentru formații precum The Presets, Tom Vek, The Futureheads, Daft Punk, Tiga, Klaxons, The White Stripes, Monk, Depeche Mode, Cut Copy și altele.
Digitalism și-a făcut apariții la festivaluri precum Coachella, Lollapalooza, South by Southwest, Rhythm and Vines, Electric Picnic și Ultra Music Festival, precum și diferite cluburi din întreaga lume.

## Discografie
- Idealism (2007)
- I Love You Dude (2011)
- Mirage (2016)

## În cultura populară
Jocuri video
Single-ul „Pogo” a fost folosit în mai multe produse mass-media, inclusiv în coloanele sonore ale jocurilor Need for Speed: ProStreet si FIFA 08. Circles a fost folosit în FIFA 12

## Legături externe
- Site web oficial
- Digitalism la AllMusic
- Interviu[nefuncțională]
 la Resident Advisor
- Interviu Arhivat în 5 martie 2016, la Wayback Machine. la Liberation Frequency